# 82nd Airborne Division
L'82nd Airborne Division è una divisione aviotrasportata dell'esercito degli Stati Uniti. È un'unità specializzata in operazioni di attacco con paracadute in aree a rischio, e "pronta a rispondere alle emergenze di crisi ovunque nel mondo entro 18 ore", su disposizione del Dipartimento della Difesa degli Stati Uniti.
Fu costituita il 5 marzo 1917 come 82ª Divisione di fanteria dell'U.S. Army e organizzata il 25 marzo 1917 a Camp Gordon in Georgia. Poiché i membri della divisione provenivano da tutti e 48 gli Stati che all'epoca formavano l'Unione, l'unità fu soprannominata All American (tutta americana). Proprio per questo soprannome lo stemma della divisione è formato da due "A". La divisione ha annoverato tra le sue file militari famosi come il sergente Alvin York e il generale James M. Gavin.

## Prima guerra mondiale
Fra l'aprile e il luglio del 1918, dopo meno di un anno dalla formazione, la divisione fu schierata in piccole unità in Francia per combattere la prima guerra mondiale come 82ª Divisione di fanteria. In quasi cinque mesi di combattimento l'82ª combatté in tre importanti campagne e contribuì a sconfiggere l'esercito imperiale tedesco. Alvin Cullum York era un soldato della divisione e fu insignito della Medal of Honor per aver condotto un attacco a un nido di mitragliatrici tedesco, durante il quale vennero uccisi 20 soldati tedeschi e ne furono catturati altri 132.
Durante la guerra la divisione subì le seguenti perdite:
- 1 298 morti
- 6 248 feriti.

Alla fine della grande guerra l'82ª fu smobilitata, il 27 maggio 1919 a Camp Upton presso Yaphank (New York). In seguito fu ricostituita il 24 giugno 1921 nella riserva come quartier generale e fu organizzata il 23 settembre 1921 a Columbia nella Carolina del Sud.

## Seconda guerra mondiale

### Dalla Louisiana all'Italia
L'82ª fu ridisegnata il 13 febbraio 1942 come quartier generale di divisione. Dopo lo scoppio della seconda guerra mondiale, fu richiamata al servizio attivo il 25 marzo 1942 e riorganizzata a Camp Claiborne in Louisiana sotto il comando del maggior generale Omar Bradley. Durante questo periodo di addestramento, la Divisione annoverò fra le sue file tre ufficiali che avrebbero diretto l'esercito degli Stati Uniti durante i due decenni successivi: Matthew Ridgway, James M. Gavin e Maxwell Taylor.
Il 15 agosto 1942, l'82ª Divisione di fanteria si trasformò nella prima Divisione aviotrasportata dell'esercito degli Stati Uniti e fu designata 82ª Divisione aviotrasportata. Nell'aprile 1943, i paracadutisti dell'82ª furono schierati in Nordafrica sotto il comando del maggior generale Ridgway per partecipare all'invasione dell'Italia. Le prime due azioni di combattimento svolte dalla divisione furono le operazioni aviotrasportate per l'invasione della Sicilia, il 9 luglio, e lo sbarco a Salerno il 13 settembre 1943. L'assalto iniziale alla Sicilia condotto dal 505º Reggimento di fanteria paracadutista fu il primo aviolancio di combattimento a livello reggimentale condotto dall'esercito statunitense. Il primo assalto condotto con alianti non si vide fino all'operazione Detroit come parte dello sbarco in Normandia il 6 giugno 1944. Le truppe aliantiste, il 319º battaglione artiglieria da campo, il 320º battaglione artiglieria da campo e il 325º Reggimento fanteria aliantista, parteciparono comunque alla campagna italiana, ma entrarono in azione sbarcando a Maiori (319º) e a Salerno (320º e 325º).
Nel gennaio del 1944, il 504º Reggimento di fanteria paracadutista, che fu temporaneamente distaccato dalla divisione per combattere ad Anzio (sbarco di Anzio), adottò il soprannome "Devils in Baggy Pants" ("Diavoli con i pantaloni gonfi") prendendolo da un'annotazione fatta nel proprio diario da un ufficiale tedesco. Mentre il 504º combatteva, il resto della divisione fu trasferito, nel novembre 1943, dall'Italia al Regno Unito per prepararsi all'operazione Overlord.

### Dalla Normandia alla fine della guerra
Con due azioni di combattimento al suo attivo, l'82ª Divisione Aviotrasportata era adesso pronta per l'operazione aviotrasportata più ambiziosa della guerra: l'operazione Boston.
In preparazione per l'operazione, la divisione fu riorganizzata. Necessitando più tempo per la riorganizzazione e per integrare i soldati di rincalzo, il 504º Reggimento di fanteria paracadutista non fu assegnato alla divisione per l'invasione della Normandia. Due nuovi reggimenti di fanteria paracadutista, il 507º e il 508º furono fusi per creare, insieme al 505º Reggimento di fanteria paracadutista un pugno costituito da tre reggimenti di fanteria paracadutista. Il 5 giugno e il 6 giugno 1944, questi paracadutisti, elementi del 319º e del 320º, due battaglioni di artiglieria trasportati su alianti, furono imbarcati su centinaia di aerei da trasporto e di alianti per cominciare il più grande assalto aviotrasportato mai visto prima di allora. Il 325º Reggimento di fanteria su alianti avrebbe seguito il resto della divisione il 7 giugno.
Dopo 33 giorni di duro combattimento e aver sofferto 5 245 perdite fra uccisi, feriti e dispersi, la divisione fu ritirata nel Regno Unito. Nel rapporto, redatto dal generale Ridgway dopo i combattimenti, si può leggere: "...33 giorni di azione senza cambi, senza rimpiazzi. Ogni missione compiuta. Nessun terreno guadagnato è stato mai ceduto."
Dopo l'invasione della Normandia, l'82ª divenne parte del nuovo XVIII Corpo Aviotrasportato, che era costituito appunto dall'82ª e dalle altre 2 divisioni aviotrasportate statunitensi, la 17ª la 101ª. Il generale Ridgway che fu messo al comando di questo nuovo corpo aviotrasportato, anche se non ricevette la promozione a tenente generale fino al 1945, raccomandò come suo successore al comando della divisione il brigadier generale James M. Gavin che divento così il più giovane maggior generale dalla guerra civile a comandare una divisione dell'esercito degli Stati Uniti.

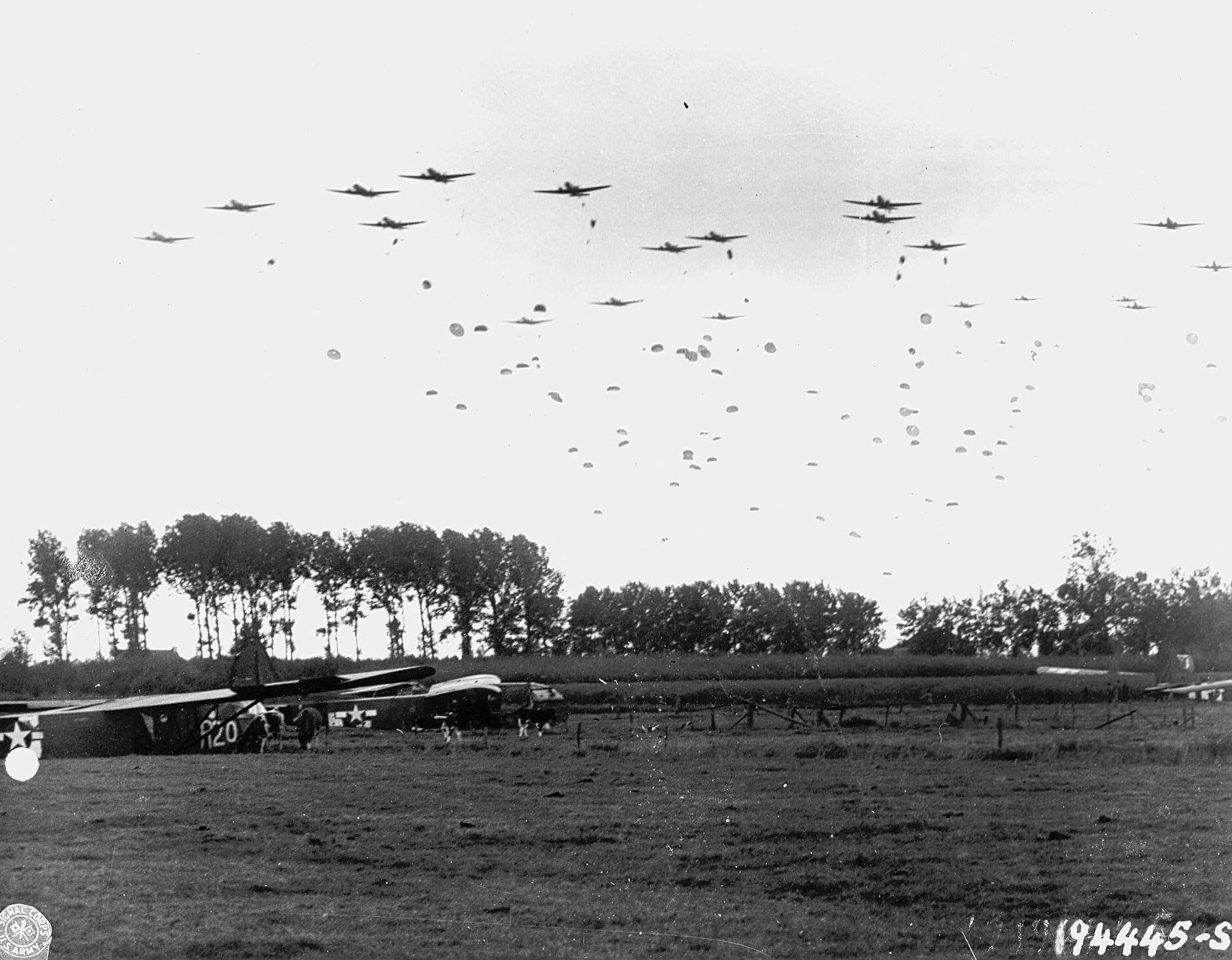
Il lancio dell'82ª vicino a Grave nei Paesi Bassi durante l'operazione Market Garden

Il 2 agosto 1944 la divisione divenne parte della 1ª Armata aviotrasportata alleata e in settembre cominciò la pianificazione dell'operazione Market-Garden, l'invasione alleata dei Paesi Bassi. L'operazione avrebbe richiesto l'uso di più di tre divisioni aviotrasportate che avrebbero dovuto conquistare e tenere, fino all'arrivo delle forze di terra, dei ponti chiave su vari fiumi e canali. Il 504º, ora a pieno organico, fu riassegnato alla divisione, mentre il 507º fu assegnato alla 17ª Divisione Aviotrasportata. Il 17 settembre l'operazione ebbe inizio e l'82ª condusse il suo terzo lancio in combattimento. Nonostante i furiosi contrattacchi tedeschi, la divisione portò a termine i propri compiti conquistando numerosi ponti nell'area fra Grave e Nimega, oltre alle alture di Groesbeek. Il successo della divisione fu comunque inutile per il pieno successo dell'operazione, infatti la 1ª Divisione Aviotrasportata Britannica che doveva conquistare Arnhem e i relativi ponti sul Basso Reno fu quasi completamente annientata da due divisioni corazzate tedesche. Dopo un periodo sul fronte vicino ad Arnhem, l'82ª fu rilevata da truppe canadesi ed è ritirata in Francia.

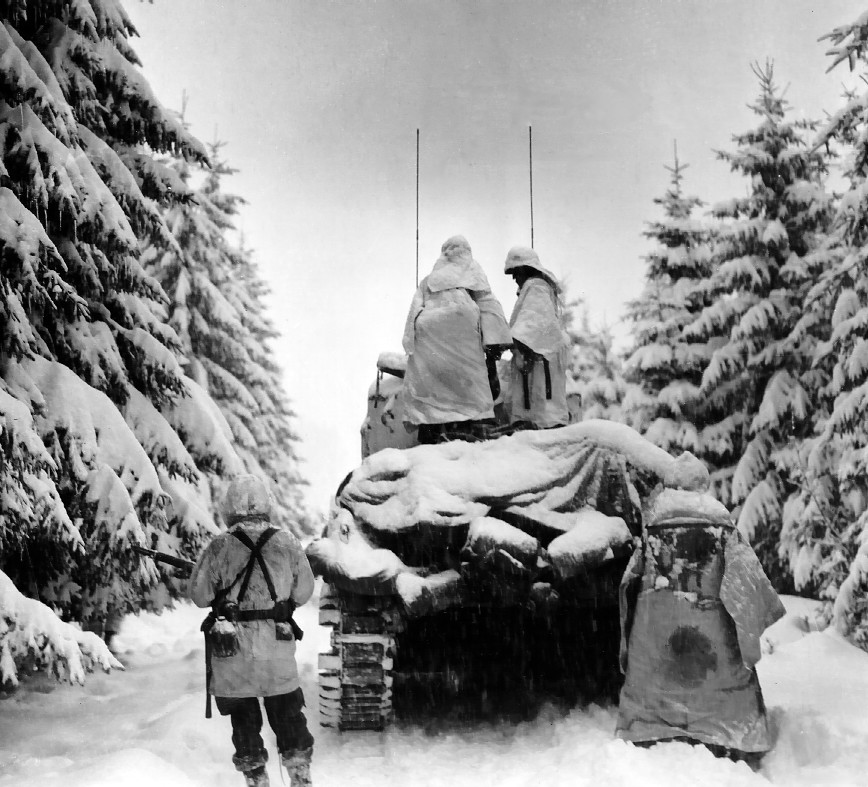
Truppe del 504º Reggimento di fanteria paracadutista in Belgio

Il 16 dicembre 1944 i tedeschi lanciarono un'offensiva attraverso la foresta delle Ardenne prendendo completamente di sorpresa le forze alleate, due giorni dopo l'inizio dell'attacco la divisione si unì ai combattimenti stabilendo una linea difensiva a nord del saliente tedesco. Fu proprio durante questa campagna che il soldato di prima classe Martin, del 325º Reggimento di fanteria su alianti, rivolgendosi a un sergente al comando di un carro armato in ritirata, pronunciò la famosa frase "… mettete il vostro veicolo dietro di me, siamo l'82ª Divisione aviotrasportata e quei bastardi non andranno più lontano".
Dopo avere contribuito all'occupazione della Ruhr, la divisione concluse la guerra occupando Ludwigslust, al di là del fiume Elba, e accettando la resa di oltre 150 000 soldati del 21º Gruppo d'Armata tedesco del tenente generale Kurt von Tippelskirch. In un'intervista del 1975 con Gavin il generale Omar N. Bradley sostenne che Montgomery gli avesse detto che l'opposizione tedesca fosse troppo grande per attraversare l'Elba quindi, quando l'82ª attraversò il fiume, percorse quasi 60 km in un giorno e catturò oltre 100 000 soldati, ci fu grande ilarità al quartier generale del 12º gruppo d'armata comandato appunto da Bradley.
Subito dopo la resa della Germania, nel maggio 1945, l'82ª fu assegnata, come forza di occupazione, a Berlino fino al dicembre 1945. Proprio durante l'occupazione della città la divisione si procurò il soprannome "America's Guard of Honor" in seguito alla frase: "In all my years in the Army and all the honor guards I have ever seen, the 82nd's honor guard is undoubtedly the best" ("In tutti gli anni che ho trascorso nell'esercito tra tutte le Guardie d'onore che io abbia mai visto, la guardia d'onore dell'82ª è stata sicuramente la migliore), pronunciata dal generale Patton dopo essere rimasto impressionato dalla guardia d'onore della divisione. Era previsto che l'82ª partecipasse all'invasione del Giappone ma la guerra si concluse prima della sua partenza.
Perdite:
- 1.619 morti in azione
- 6.560 feriti
- 332 morti in seguito a causa delle ferite

## Dopo la seconda guerra mondiale

### Dal 1946 al 1990
La divisione ritornò negli Stati Uniti il 3 gennaio 1946, attraversò l'oceano Atlantico a bordo della RMS Queen Mary e arrivata a New York sfilò in una Ticker-tape parade. Nel 1947 il 555º battaglione di fanteria paracadutista fu assegnato all'82ª e rinumerato 3º battaglione del 505º Reggimento di fanteria paracadutisti. Invece di essere smobilitata, l'82ª entrò a far parte dell'esercito regolare, il 15 novembre 1948, e venne acquartierata a Fort Bragg nella Carolina del Nord.
La divisione non partecipò alla guerra di Corea, dato che i presidenti Truman ed Eisenhower ritenevano necessario mantenere la divisione come riserva strategica in caso di un attacco sovietico, vista la rapidità con cui l'82ª poteva essere schierata dovunque nel mondo. Ma dato che la Corea era in pericolo e la minaccia in Asia per un'eventuale espansione del comunismo attanagliava l'Asia e soprattutto era necessario un gran numero di paracadutisti per fermare o deteriorare le invasioni amiche e nemiche i due presidenti scelsero seppur con riluttanza e preoccupazione di inviarla in Estremo Oriente dove, come nella seconda guerra mondiale, prese parte a numerose missioni aviotrasportate insieme alla 101st Airborne Division e a molte altre ancora. Durante tutti gli anni cinquanta e l'inizio dei sessanta la divisione si sottopose a intense esercitazioni in tutti gli ambienti e luoghi, compresi Alaska, Panama ed Estremo Oriente.

#### Repubblica Dominicana: Operazione Power Pack
Nell'aprile 1965 la divisione fu messa in stato d'allerta a causa della guerra civile nella Repubblica Dominicana. Preceduta dalla 3ª brigata, l'82ª fu schierata nei Caraibi come elemento dell'operazione Power Pack. Più di 3 000 dominicani morirono ma le ostilità ebbero termine il 17 giugno.

#### La guerra del Vietnam
Tre anni dopo la divisione fu nuovamente chiamata in azione. Durante l'offensiva del Têt, che investì la Repubblica del Vietnam nel gennaio 1968, la 3ª Brigata fu allertata e nel giro di 24 ore iniziò ad arrivare a Chu Lai, quindi entrò in azione nell'area di Huế - Aeroporto internazionale di Phu Bai, di competenza del 1º Corpo. Più tardi la brigata fu trasferita a sud, vicino a Saigon, e combatte nel delta del Mekong, nel Triangolo di Ferro e lungo il confine cambogiano. Dopo avere servito per quasi 22 mesi in Vietnam la 3ª Brigata ritornò a Fort Bragg il 12 dicembre 1969.
Perdite:
- 225 morti in azione
- 1 009 feriti
- 2 dispersi, in seguito dichiarati morti (da aggiungere alla conta dei morti)

Come nota di fatto c'è da aggiungere che, una volta messi in stato d'allerta per il trasferimento in Vietnam, molti membri della 3ª Brigata che avevano recentemente fatto ritorno da quel paese, visto che l'esercito non richiedeva che tornassero in combattimento così presto, a meno che non lo desiderassero, chiesero di non tornarci. Circa due terzi degli uomini furono trasferiti e vennero rimpiazzati da personale non aviotrasportato quindi la brigata, quando arrivò in Vietnam, era in realtà un'unità di fanteria leggera e aviotrasportata solo di nome.

#### Gli anni settanta
Durante gli anni settanta, la divisione schierò alcune unità in Corea, Turchia e Grecia per esercitazioni nei potenzialmente futuri campi di battaglia e fu messa in stato d'allerta quattro volte anche se alla fine non fu mai impiegata in battaglia. La prima volta fu nel settembre 1970, conosciuto come il Settembre nero giordano, alcuni paracadutisti erano già in viaggio per Amman quando la missione fu abortita. Fu nuovamente chiamata per intervenire in Medio Oriente nell'autunno 1973 a causa della Guerra del Kippur. Nel maggio 1978 venne allertata per un possibile intervento nello Zaire, e infine nel novembre 1979 la divisione pianificò un'operazione per liberare gli ostaggi americani in Iran. Nel 1977 l'82ª divenne il nucleo dell'appena formata Forza di Schieramento Rapido, che doveva essere sempre pronta per essere rapidamente dispiegata in qualsiasi parte del mondo.

#### Grenada: Operazione Ugent Fury
Il 25 ottobre 1983 alcuni elementi della divisione furono chiamati per intervenire sull'isola di Grenada nei Caraibi. Le prime unità dell'82ª a essere schierate per l'operazione Urgent Fury furono il 2º e il 3º Battaglione del 325º Reggimento Aviotrasportato poi seguite il 26 e il 27 ottobre dal 1º Battaglione del 505º Reggimento di fanteria paracadutista e dal 1º Battaglione del 508º, con altre unità d'appoggio. Le operazioni ebbero termine in novembre.
L'operazione mise alla prova la reale rapidità di spiegamento della divisione. I primi aerei, con a bordo il 2º battaglione del 325º comandato da Jack L. Hamilton, con la Compagnia Alfa ad aprire la strada, toccarono terra a Punta Salinas solo 17 ore dopo l'inizio dell'allerta.

#### Honduras: Operazione Golden Pheasant
Nel marzo 1988 una task-force, della grandezza di una brigata, composta dal 1º e dal 2º battaglione del 504º Reggimento di fanteria paracadutista e dal 3º battaglione del 505º, fu paracadutata e aviosbarcata nell'Honduras per partecipare all'operazione Golden Pheasant. Le autorità comunicarono che questo spiegamento era soltanto un'esercitazione ma in realtà le truppe erano pronte a combattere e in effetti costrinsero le forze sandiniste alla ritirata in Nicaragua. L'operazione fece capire ai paracadutisti che si dovevano preparare a essere chiamati sempre più spesso in causa vista la sempre maggiore instabilità mondiale.

#### Panama: Operazione Just Cause
Il 20 dicembre 1989 elementi della divisione presero parte alla operazione Just Cause, ossia l'invasione statunitense di Panama, paracadutandosi sull'allora aeroporto internazionale "Omar Torrijos" ed effettuando così il primo lancio in combattimento, portato a termine dalla divisione, dai tempi della seconda guerra mondiale.
La task force, composta dal 1º e dal 2º Battaglione del 504º, dal 4º Battaglione del 325º e dalla Compagnia A del 3º Battaglione del 505º, dopo aver conquistato l'aeroporto ed essersi riunita con il 3º Battaglione del 504º, che era già a Panama da prima dell'invasione, iniziò a condurre operazioni nell'area della città di Panama. Tutte le unità della divisione fecero infine ritorno a Fort Bragg il 12 gennaio 1990.

### Dal 1990 al 2001

#### Iraq: Operazioni Desert Shield e Desert Storm
Dopo neanche sette mesi dall'invasione statunitense di Panama i paracadutisti entrarono nuovamente in azione; a soli sei giorni dall'invasione irachena del Kuwait, iniziata il 2 agosto 1990, le prime unità della 2ª Brigata cominciarono a schierarsi in Arabia Saudita costituendo l'avanguardia della più grande operazione dell'esercito statunitense dai tempi della guerra in Vietnam, l'operazione Desert Shield. Poco dopo la 2ª Brigata fu raggiunta dal resto della divisione che iniziò immediatamente un intenso addestramento alla guerra nel deserto.
Il 16 gennaio 1991 le forze alleate cominciarono a bombardare l'Iraq dando così il via all'operazione Desert Storm. Con l'inizio della guerra aerea gli elementi della divisione furono schierati a protezione delle installazioni petrolifere della Saudi Aramco vicino ad Abqayq in Arabia Saudita, nel frattempo tre compagnie di autocarri della Guardia nazionale, la 253ª dal New Jersey, la 1122ª dall'Alaska e la 1058ª dal Massachusetts si unirono alla 2ª Brigata. Nelle settimane successive, soprattutto con i camion da 5 tonnellate forniti da queste tre compagnie, la 2ª Brigata si sposto a nord nelle vicinanze di Rafha in Arabia Saudita. In caso di necessità, queste compagnie della Guardia Nazionale avrebbero potuto trasportare il 4º Battaglione del 325º Reggimento di fanteria aviotrasportata comandato dall'allora tenente colonnello John Vines, permettendogli così di tenere il passo della 6ª Brigata blindata francese impegnata nell'operazione Daguet. Sei settimane dopo l'inizio dei bombardamenti la guerra di terra ebbe inizio. La divisione iniziò a muoversi il 23 febbraio, il suo obbiettivo era quello di coprire il fianco sinistro del XVIII Corpo Aviotrasportato che doveva penetrare in Iraq, il 4º Battaglione del 325º Reggimento di fanteria aviotrasportata della 2ª Brigata fu distaccato alla 6ª Brigata blindata francese per coprire l'estremità del fianco. Durante la guerra di terra, che durò soltanto 100 ore, la divisione penetrò in profondità all'interno dell'Iraq catturando tonnellate di equipaggiamenti, armi e munizioni oltre a 2 721 prigionieri. Subito dopo la liberazione del Kuwait le unità della divisione iniziarono a tornare a Fort Bragg, l'ultimo uomo lasciò il Medio Oriente alla fine di aprile.

#### Uragano Andrew
Nell'agosto 1992 la divisione schierò una task force nel sud della Florida per fornire aiuti umanitari alla popolazione colpita dall'uragano Andrew, il secondo uragano più potente della storia a colpire gli Stati Uniti. Per più di 30 giorni gli uomini della divisione fornirono cibo, ricovero e attenzione medica alla popolazione della Florida.

#### Haiti: Operazione Uphold Democracy
Il 16 settembre 1994 la divisione fu messa in allerta per partecipare all'operazione Uphold Democracy, l'invasione di Haiti volta a ripristinare il presidente, democraticamente eletto, Jean-Bertrand Aristide che era stato spodestato dal dittatore Raoul Cédras. Le unità dell'82ª si dovevano paracadutare sull'aeroporto di Papaia e in un'altra zona denominata Pegasus Drop Zone (it: Zona di lancio Pegaso).

#### Bosnia: Operazione Joint Endeavor
Nel dicembre 1995 la divisione fu messa in stato d'allerta e iniziò i preparativi per una possibile operazione aviotrasportata avente lo scopo di supportare la 1ª Divisione corazzata, alla quale era stato ordinato di partecipare all'operazione Joint Endeavor, lo schieramento di forze NATO in Bosnia ed Erzegovina. Quando, il 31 dicembre 1995, i genieri della 1ª Divisione terminarono la costruzione di un ponte sul fiume Sava, senza incontrare resistenza, l'operazione dell'82ª fu abortita.

#### Kosovo: Operazioni Allied Force e Joint Guardian
Nel marzo 1999 il 2º Battaglione del 505º Reggimento fu schierato in Albania lungo il confine con il Kosovo come componente dell'operazione Allied Force, la campagna di bombardamento eseguita dalla NATO contro le forze serbe nella Repubblica Federale di Iugoslavia. Nel settembre 1999 il 2º Battaglione fu sostituito dal 3º Battaglione del 504º che si schierò in sostegno dell'operazione Joint Guardian. Nel marzo del 2000 anche il 3º Battaglione fu rimpiazzato da elementi della 101ª Divisione Aviotrasportata.

### Dal 2001 a oggi

#### Afghanistan: Operazione Enduring Freedom
Nel giugno 2002 elementi del quartier generale della divisione e della 3ª Brigata furono inviati in Afghanistan come componenti dell'operazione Enduring Freedom, nel gennaio 2003 la 3ª Brigata fu rilevata dalla 1ª. Durante il servizio della 1ª Brigata, 70 soldati della compagnia B del 3º Battaglione del 504º Reggimento di fanteria paracadutista, in congiunzione con la Compagnia A del 2º Battaglione del 75º Reggimento Rangers, eseguirono un lancio di combattimento nell'Afghanistan occidentale, eseguendo così il primo lancio in combattimento effettuato da unità della divisione dopo l'invasione statunitense di Panama nel 1989. Nel tardo settembre del 2004 il 1º Battaglione del 505º Reggimento di fanteria paracadutista fu schierato nel paese a causa di una maggiore richiesta di truppe per garantire la sicurezza durante le elezioni tenutesi nel mese di ottobre. Nell'aprile 2005 la 1ª Brigata fu nuovamente schierata nel paese fino all'aprile del 2006. Nel gennaio del 2007, il Quartier generale divisionale, parte della 4ª Brigata (1º e 2º Battaglione del 508º Reggimento) e la Brigata da combattimento dell'aviazione sono stati schierati in Afghanistan come Combined Joint Task Force 82 (CJTF-82) per l'Operazione Enduring Freedom VIII. A supporto della divisione c'erano la 36ª Brigata genieri e la 43ª Brigata di supporto.

#### Iraq: Operazione Iraqi Freedom

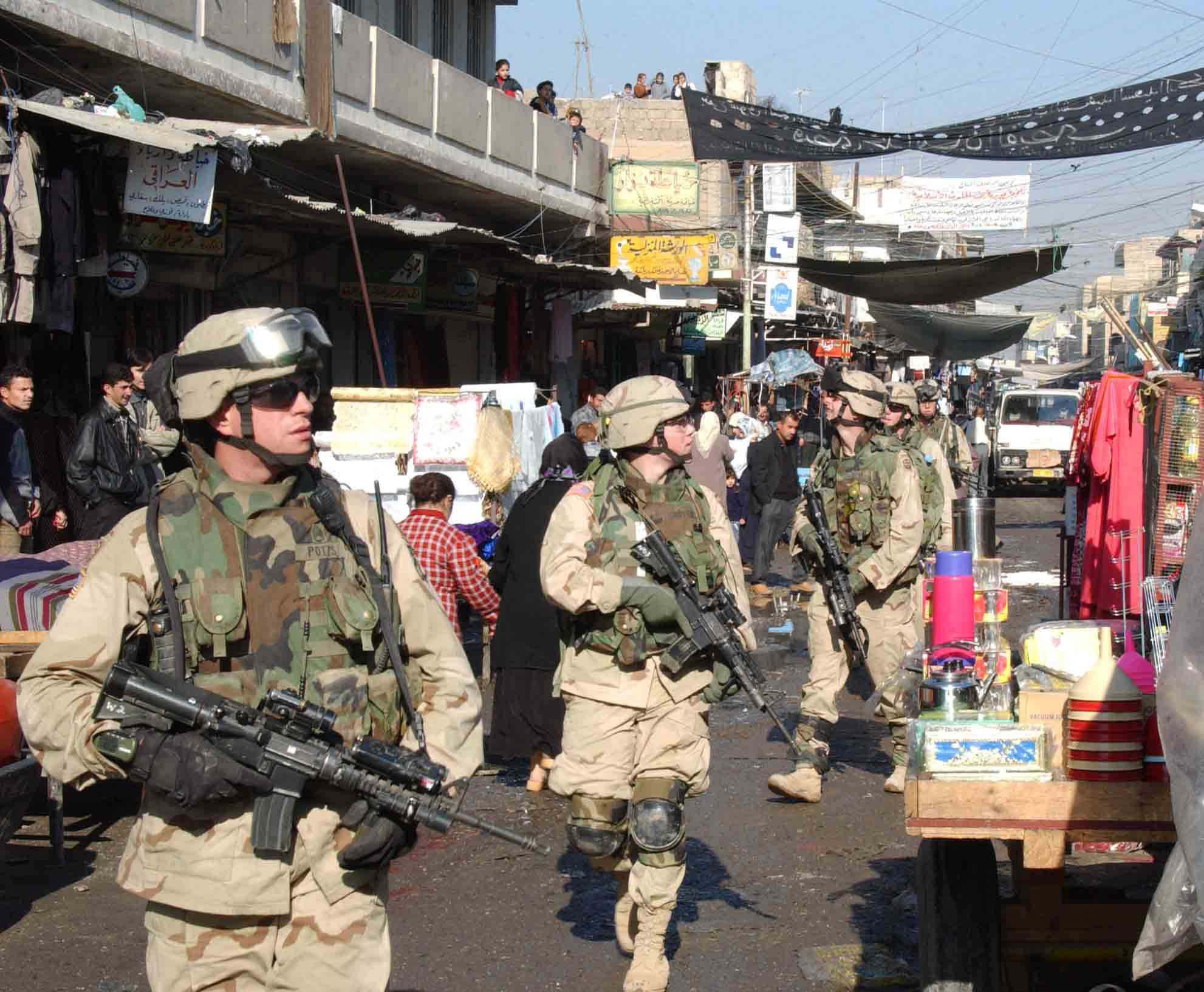
Paracadutisti statunitensi dell'82ª divisione aviotrasportata pattugliano le strade a Mosul, in Iraq, nel gennaio 2005.

Nel febbraio 2003 il Quartier generale divisionale fu schierato in Kuwait insieme alla 2ª Brigata che prese parte all'invasione dell'Iraq dove è poi rimasta fino al febbraio 2004; nel maggio 2003 il Quartier generale divisionale tornò negli Stati Uniti, quindi la 2ª Brigata fu attaccata alla 1ª Divisione corazzata. In seguito varie unità della divisione furono schierate nel paese. Dall'estate del 2003 la 3ª Brigata, e dal gennaio 2004 la 1ª, le ultime unità della divisione lasciarono l'Iraq nell'aprile del 2004. Durante questo periodo la divisione subì la perdita di 36 morti e 400 feriti su un totale di 12 000 unità schierate.

#### Uragano Katrina
Nel settembre 2005, a seguito dell'uragano Katrina, la divisione fu schierata nella città di New Orleans in Louisiana per partecipare alla missione di ricerca e salvataggio dei sopravvissuti e provvedere alla sicurezza. Circa 5 000 paracadutisti provenienti dalla 3ª Brigata operarono dall'Aeroporto Louis Armstrong International al comando del maggior generale William B. Caldwell IV.

## Riorganizzazione
Nel gennaio 2006 la divisione è stata riorganizzata in brigate, nel processo sono stati disattivati l'Artiglieria Divisionale, l'82º Battaglione trasmissioni e il 313º Battaglione intelligence militare mentre l'82º Division Support Command (DISCOM) è stato ridesignato come 82ª Brigata di supporto. È stata inoltre creata una nuova unità di esploratori a livello divisionale visto che la vecchia unità che era parte del 313º Battaglione intelligence militare è stata trasferita al 2º Battaglione dell'82º Reggimento dell'aviazione.

## Struttura corrente
82ª Divisione:

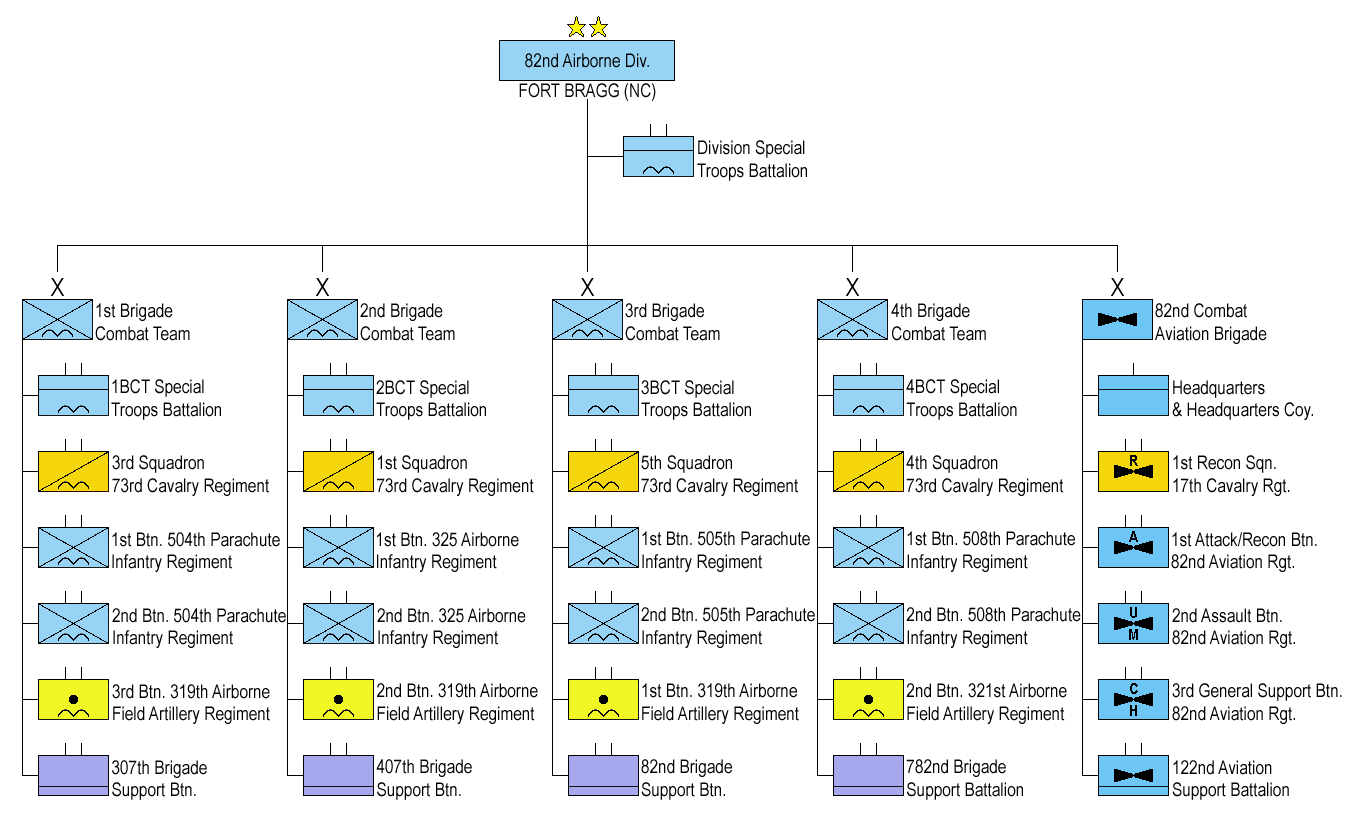
Ordine di battaglia dell'82ª Divisione Aviotrasportata

- Battaglione truppe speciali divisionale
- 1ª Brigata
  - 1º Battaglione, 504º Reggimento di fanteria paracadutista
  - 2º Battaglione, 504º Reggimento di fanteria paracadutista
  - 3º Squadrone, 73º Reggimento di cavalleria
  - 3º Battaglione, 319º Reggimento artiglieria da campo
  - 307º Battaglione di supporto
  - Battaglione truppe speciali della 1ª Brigata
- 2ª Brigata
  - 1º Battaglione, 325º Reggimento di fanteria aviotrasportata
  - 2º Battaglione, 325º Reggimento di fanteria paracadutista
  - 1º Squadrone, 73º Reggimento di cavalleria
  - 2º Battaglione, 319º Reggimento artiglieria da campo
  - 407º Battaglione di supporto
  - Battaglione truppe speciali della 2ª Brigata
- 3ª Brigata
  - 1º Battaglione, 505º Reggimento di fanteria paracadutista
  - 2º Battaglione, 505º Reggimento di fanteria paracadutista
  - 5º Squadrone, 73º Reggimento di cavalleria
  - 1º Battaglione, 319º Reggimento artiglieria da campo
  - 82º Battaglione di supporto
  - Battaglione truppe speciali della 3ª Brigata
- 4ª Brigata
  - 1º Battaglione, 508º Reggimento di fanteria paracadutista
  - 2º Battaglione, 508º Reggimento di fanteria paracadutista
  - 4º Squadrone, 73º Reggimento di cavalleria
  - 2º Battaglione, 321º Reggimento artiglieria da campo
  - 782º Battaglione di supporto
  - Battaglione truppe speciali della 4ª Brigata
- Brigata da combattimento dell'aviazione
  - Comando e compagnia comando
  - 1º Battaglione, 82º Reggimento dell'aviazione (Ricognizione/Attacco) (Hughes AH-64 Apache)
  - 2º Battaglione, 82º Reggimento dell'aviazione (Assalto) (Sikorsky UH-60L Black Hawk)
  - 3º Battaglione, 82º Reggimento dell'aviazione
  - 1º Squadrone, 17º Reggimento cavalleria (Ricognizione/Attacco)
  - 122º Battaglione di supporto dell'aviazione
- Battaglione truppe speciali dell'82ª Divisione
  - Comando e compagnia comando, 82ª Divisione aviotrasportata
  - Comando e compagnia comando, Battaglione truppe speciali dell'82ª Divisione
  - Compagnia A (Trasmissioni)
  - Banda della 82ª Divisione aviotrasportata
  - Scuola avanzata per paracadutisti dell'82ª Divisione aviotrasportata
- 82ª Brigata di supporto
  - Comando e compagnia comando
  - 82ª Compagnia trasmissioni
  - Battaglione truppe speciali dell'82ª Brigata di supporto
    - Comando e compagnia comando
    - 21ª Compagnia guerra chimica

## Comandanti
| - Eben Swift 25 agosto 1917 – 23 novembre 1917 - James Erwin 24 novembre 1917 – 16 dicembre 1917 - William P. Burnham 27 dicembre 1917 – 3 ottobre 1918 - George B. Duncan 4 ottobre 1918 – 21 maggio 1919 - Omar N. Bradley 23 marzo 1942 – 25 giugno 1942 - Matthew B. Ridgway 26 giugno 1942 – 27 agosto 1944 - James M. Gavin 28 agosto 1944 – 26 marzo 1948 - Clovis E. Byers 27 marzo 1948 – 18 luglio 1949 - Ridgely Gaither 19 luglio 1949 – 31 ottobre 1949 - Williston B. Palmer 1º novembre 1949 – 15 ottobre 1950 - Thomas P. Hickey 16 ottobre 1950 – 31 gennaio 1952 - Charles D.W. Canham 1º febbraio 1952 – 29 settembre 1952 - Gerald J. Higgens 30 settembre 1952 – 14 settembre 1953 - Francis W. Farrell 6 ottobre 1953 – 4 luglio 1955 - T.J. Trapnell 5 luglio 1956 – 13 settembre 1956 - John W. Bowen 14 settembre 1956 – 27 dicembre 1957 - Hamilton H. Howze 2 gennaio 1958 – 13 giugno 1959 - Dwight E. Beach 1º luglio 1959 – 21 aprile 1961 - Theodore J. Conway 22 aprile 1961 – 6 luglio 1962 - John L. Throckmorton 7 luglio 1962 – 1º febbraio 1964 - Robert H. York 24 febbraio 1964 – 15 luglio 1965 - Joe S. Lawrie 2 agosto 1965 – 14 aprile 1967 - Richard J. Seitz 15 aprile 1967 – 12 ottobre 1968 - John R. Deane, Jr. 14 ottobre 1968 – 14 luglio 1970 | - George S. Blanchard 15 luglio 1970 – 16 luglio 1972 - Frederick J. Kroesen 17 luglio 1972 – 7 ottobre 1974 - Thomas H. Tackenberry 8 ottobre 1974 – 11 ottobre 1976 - Roscoe Robinson, Jr. 12 ottobre 1976 – 1º dicembre 1978 - Guy S. Meloy 2 dicembre 1978 – 6 febbraio 1981 - James J. Lindsay 7 febbraio 1981 – 24 giugno 1983 - Edward L. Trobaugh 25 giugno 1983 – 19 giugno 1985 - Bobby B. Porter 20 giugno 1985 – 10 gennaio 1986 - John W. Foss 11 gennaio 1986 – 10 ottobre 1986 - Carl W. Stiner 5 gennaio 1987 – 10 ottobre 1988 - Raphael J. Hallada 11 ottobre 1986 – 5 gennaio 1987 - Carl W. Stiner 6 gennaio 1987 – 11 ottobre 1988 - James H. Johnson 12 ottobre 1988 – 29 maggio 1991 - Henry H. Shelton 30 maggio 1991 - 21 maggio 1993 - William M. Steele 22 maggio 1993 – 10 marzo 1995 - George A. Crocker 11 marzo 1995 – 27 novembre 1996 - Joseph K. Kellogg, Jr. 28 novembre 1996 – 31 luglio 1998 - Dan K. McNeill 1º agosto 1998 - 19 giugno 2000 - John Vines agosto 2000 - ottobre 2002 - Charles Swannack ottobre 2002 – 27 maggio 2004 - William B. Caldwell IV 28 maggio 2004 - 7 aprile 2006 - David M. Rodriguez 8 aprile 2006 - 21 luglio 2008 - Curtis M. Scaparrotti 21 luglio 2008 - 5 agosto 2010 - James L. Huggins 5 agosto 2010 - oggi |

I comandanti della divisione hanno sempre avuto il grado di maggior generale tranne James Erwin, William P. Burnham, Ridgely Gaither e Raphael J. Hallada che all'epoca del loro comando avevano il grado di brigadier generale.